# Raymond-Raoul Lambert
Raymond-Raoul Lambert, né le 10 août 1894 à Montmorency et mort à Auschwitz en décembre 1943, est une personnalité juive française, président du Comité d'assistance aux réfugiés puis de l'Union générale des israélites de France.

## Biographie
Raymond-Raoul Lambert, naît le 10 août 1894 à Montmorency dans le Val-d'Oise.
Soldat puis officier de réserve, il combat pendant les deux guerres mondiales.
Pendant les années 1930, il participe à plusieurs organismes d'aides aux réfugiés quittant l'Allemagne. En 1940, il dirige la revue L'Univers israélite.
Pendant l'Occupation nazie, il est le président du Comité d'assistance aux réfugiés (CAR) puis de l'Union générale des israélites de France. Son action y est controversée. Serge Klarsfeld a cependant écrit : « Il nous paraît au total que l’UGIF a aidé incomparablement plus de Juifs à préserver leur liberté et leur vie qu’elle n’a contribué à en conduire à Drancy ». Il croit durablement que la négociation permettra de limiter ou stopper le processus de déportation des Juifs. 
Grand lecteur, il qualifie Les Beaux Draps de Céline de « pornographie attristante », et d'« infâme brochure » le texte de Drieu La Rochelle, Ne plus attendre, « qui prône la soumission aux vainqueurs avec de faux accents barrésiens ». 
Il est arrêté à Marseille le 21 août puis déporté à Auschwitz le 7 décembre 1943 (convoi n° 64 au départ de Drancy) avec sa famille : son épouse Simone Lambert, née Bloch, (née le 16 décembre 1902 à Paris), âgée de 40 ans et leurs enfants : Lionel, né le 17 avril 1929 dans le 16e arrondissement de Paris et âgé de 14 ans, Marc, né le 26 juin 1932 dans le même arrondissement et âgé de 11 ans, Tony né le 26 juillet 1939 à Paris et âgé de 4 ans et Marie, née le 27 janvier 1942 à Marseille et âgée de 1 an. Les parents et les enfants sont arrêtés à Marseille et déportés dans le même convoi no 64 et assassinés, en 1943, à Auschwitz. 

## Publication
- Carnet d'un témoin, 1940-1943, présenté et annoté par Richard Cohen, Paris, Fayard, 1984